# Championnat d'Irak de football 1995-1996
Navigation
Saison 1992-1993 Saison suivante
La saison 1995-1996 du Championnat d'Irak de football est la vingt-deuxième édition de la première division en Irak, l' Iraqi Premier League. La compétition se déroule sous la forme d'une poule unique où les douze meilleurs clubs du pays s'affrontent deux fois au cours de la saison, à domicile et à l'extérieur. En fin de saison, pour permettre l'élargissement du championnat à 16 clubs, le dernier du classement est relégué et remplacé par les cinq meilleures formations de deuxième division.
C'est le club d'Al-Zawra'a SC, double tenant du titre, qui remporte à nouveau le championnat cette saison après avoir terminé en tête du classement final, avec dix-sept points d'avance sur Najaf FC et dix-huit sur Al Shorta Bagdad. C'est le septième titre de champion d'Irak de l'histoire du club, qui réussit le doublé en s'imposant en finale de la Coupe d'Irak face à Al Shorta Bagdad.

## Les clubs participants
| - Al Sina'a Bagdad - Al Shorta Bagdad - Najaf FC - Al Nafat Bagdad - Samarra FC - Al Jaish Bagdad | - Al Qowa Al Jawia Bagdad - Al-Zawra'a SC - Talaba SC - Al-Karkh SC - Ramadi FC - Al Mina'a Bassora |

## Compétition
Le barème de points servant à établir les classements se décompose ainsi :
- Victoire : 3 points
- Match nul : 1 point
- Défaite : 0 point

### Classement
| Rang | Équipe                  | Pts | J  | G  | N  | P  | Bp | Bc | Diff |
| ---- | ----------------------- | --- | -- | -- | -- | -- | -- | -- | ---- |
| 1    | Al-Zawra'a SC'T'C       | 55  | 22 | 17 | 4  | 1  | 47 | 12 | +35  |
| 2    | Najaf FC                | 38  | 22 | 10 | 8  | 4  | 21 | 12 | +9   |
| 3    | Al Shorta Bagdad        | 37  | 22 | 11 | 4  | 7  | 27 | 17 | +10  |
| 4    | Ramadi FC               | 34  | 22 | 9  | 7  | 6  | 29 | 26 | +3   |
| 5    | Al Nafat Bagdad         | 32  | 22 | 8  | 8  | 6  | 29 | 23 | +6   |
| 6    | Talaba SC               | 31  | 22 | 8  | 7  | 7  | 34 | 30 | +4   |
| 7    | Al-Karkh SC             | 28  | 22 | 6  | 10 | 6  | 21 | 26 | -5   |
| 8    | Al Qowa Al Jawia Bagdad | 27  | 22 | 7  | 6  | 9  | 36 | 33 | +3   |
| 9    | Al Mina'a Bassora       | 23  | 22 | 4  | 11 | 7  | 18 | 23 | -5   |
| 10   | Samarra FC              | 23  | 22 | 6  | 5  | 11 | 21 | 35 | -14  |
| 11   | Al Sina'a Bagdad        | 14  | 22 | 3  | 5  | 14 | 21 | 39 | -18  |
| 12   | Al Jaish Bagdad         | 13  | 22 | 2  | 7  | 13 | 10 | 38 | -28  |

|  | Qualification pour la Coupe d'Asie des clubs champions 1997-1998 |
|  | Qualification pour la Coupe des Coupes 1997-1998                 |
|  | Relégation directe en deuxième division                          |
|  | T : Tenant du titre C : Vainqueur de la Coupe d'Irak             |

## Bilan de la saison
| Championnat d'Irak de football 1995-1996   |                                                        |
| Champion                                   | Al-Zawra'a SC (7e titre)                               |
| Coupes et trophées                         |                                                        |
| Vainqueur de la Coupe d'Irak 1995-1996     | Al-Zawra'a SC                                          |
| Qualifications continentales               |                                                        |
| Coupe d'Asie des clubs champions 1997-1998 | Al-Zawra'a SC                                          |
| Coupe des Coupes 1997-1998                 | Al Shorta Bagdad                                       |
| Promotions et relégations                  |                                                        |
| Promus en Iraqi Premier League             | Salahaddin FC Mossoul FC Koot FC Al Kadmiyah Al Salikh |
| Relégués en Iraqi Second League            | Al Jaish Bagdad                                        |